# Нортерн-бульвар (линия Куинс-бульвара, Ай-эн-ди)
|   |   |   |   |
| · | · | · | · |

|   |   |   |   |
| · | · | · | · |

«Нортерн-бульвар» (англ. Northern Boulevard) — станция Нью-Йоркского метрополитена, расположенная на линии Куинс-бульвара, Ай-эн-ди. Станция находится в Куинсе, в округе Вудсайд, на пересечении Бродвея с Северным бульваром. На станции останавливаются маршруты: E (ночью), M (в будни днём и вечером) и R (круглосуточно, кроме ночи). Экспресс-пути, проходящие под станцией, используются маршрутами: E (круглосуточно, кроме ночи), F (круглосуточно) и <F> (в часы пик в пиковом направлении).

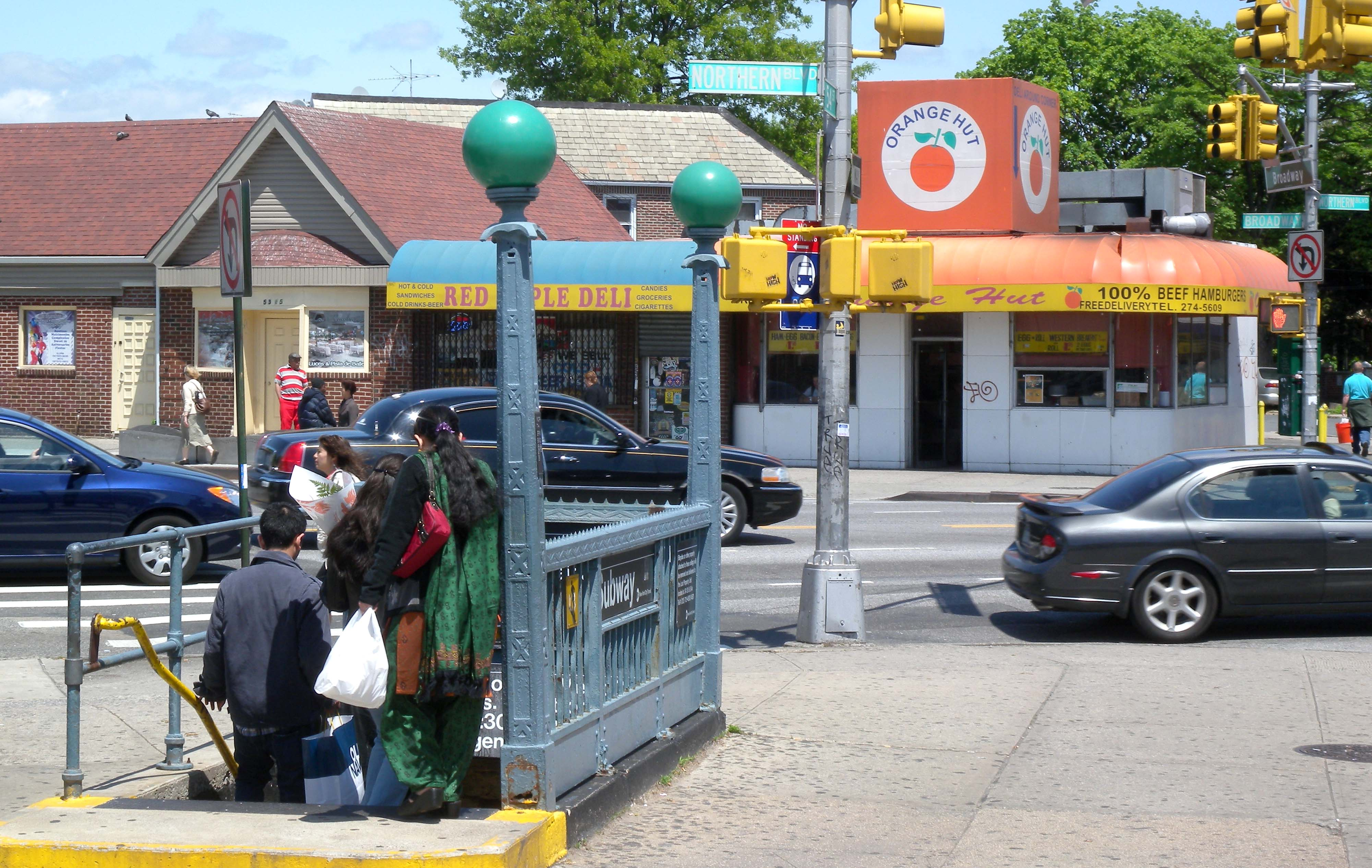
Западный выход со станции

Станция представлена двумя путями и двумя боковыми платформами. Пути — локальные, поэтому на станции останавливаются только локальные поезда. Сама станция окрашена в фиолетовые тона. Название представлено как в виде мозаики на стенах, так и в виде чёрных табличек на колоннах.
Единственный выход со станции расположен с восточного конца платформ. Мезонина, как на многих других станциях метро, нет: турникеты расположены на уровне платформ. С каждой платформы ведёт одна лестница к перекрёстку Бродвея с Северным бульваром. Такое расположение турникетов и отсутствие мезонина исключает возможность бесплатного перехода между платформами.
К востоку от станции два уровня объединяются, образуя стандартную четырёхпутную линию. Следующая станция — 65th Street — расположена уже на четырёхпутном участке линии. С востока от платформ расположен перекрёстный съезд, не использующийся для регулярного движения.